# Dagoberto Currimilla
Dagoberto Currimilla, född 26 december 1987, är en chilensk fotbollsspelare från Valdivia som sedan 2005 spelar i klubben Huachipato i Primera División de Chile. Sedan 2012 är han dock utlånad till Unión Española. Han är högermittfältare.